# Linda J. S. Allen
Linda J. S. Allen ist eine US-amerikanische Biomathematikerin.
Linda J. S. Allen erwarb 1975 den B.A. in Mathematik am College of St. Scholastica in Duluth, Minnesota. Sie studierte dann an der University of Tennessee, Knoxville und erwarb dort 1978 den Grad M.S. und 1981 den Ph.D. Seit 1985 lehrt sie an der Texas Tech University.
Allens meistzitiertes Werk ist An introduction to stochastic processes with applications to biology.